# Pablo Ferro

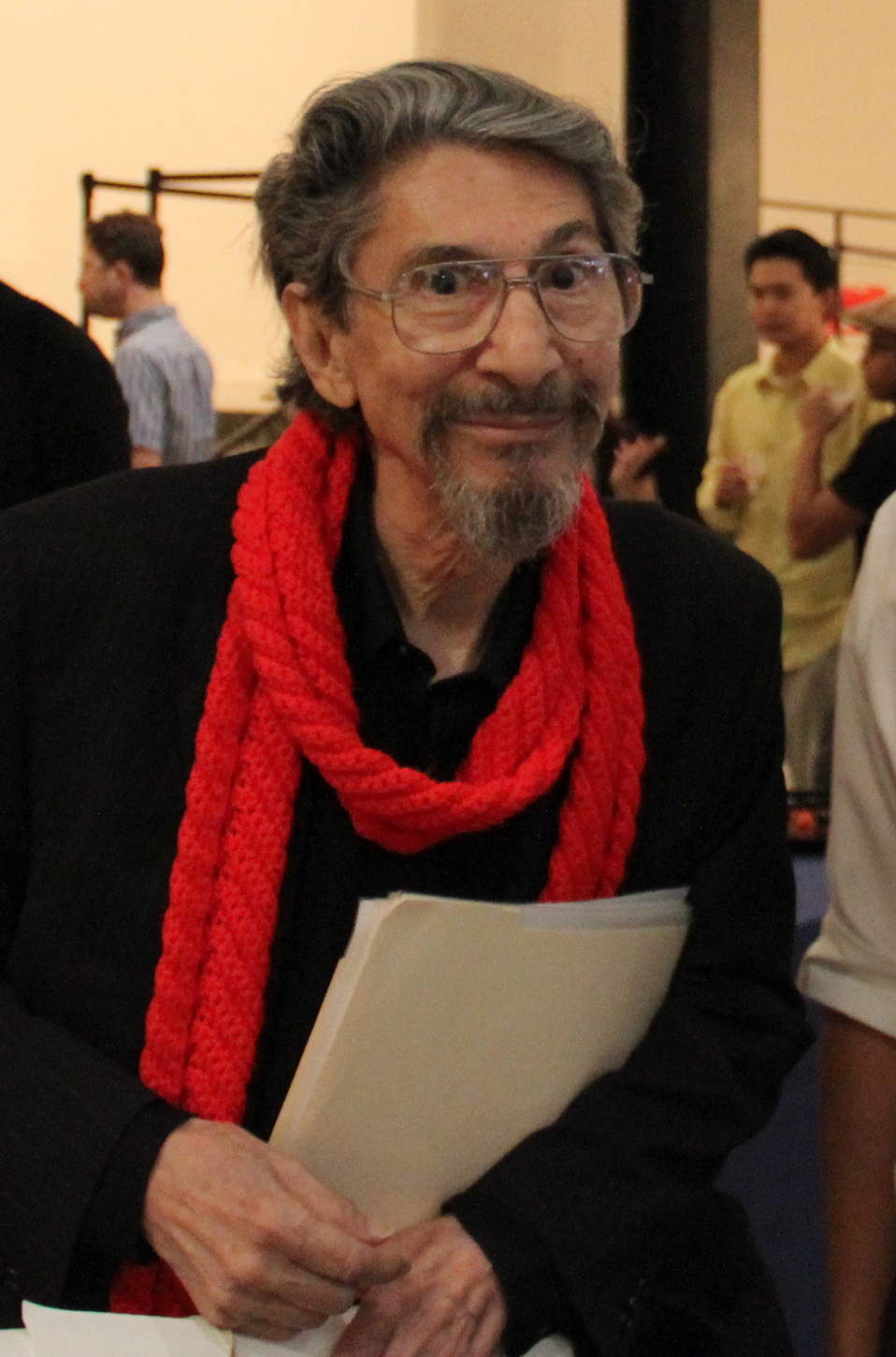
Pablo Ferro, 2011

Pablo Ferro (* 15. Januar 1935 in Antilla; † 16. November 2018 in Sedona, Arizona) war ein aus Kuba stammender Filmtiteldesigner (Motion-Design) und Comiczeichner. Bekannt ist Pablo Ferro vor allem für seine Filmvorspänne zu Streifen wie z. B. Men in Black, My Big Fat Greek Wedding – Hochzeit auf griechisch oder Good Will Hunting. Ferro gilt in Filmkreisen als „Papst der Filmvorspänne“.

## Leben
Ferro wurde 1935 in Antilla auf Kuba geboren und emigrierte als Jugendlicher mit seiner Familie nach New York.
In seiner Freizeit beschäftigte Ferro sich mit Zeichentrickanimation. Sein Wissen holte er sich aus Büchern, z. B. von Preston Blair. Ferros Karriere begann als Illustrator für Comics. In den 1950er Jahren begann er in den New Yorker Animationsstudios Academy Pictures und Elektra Studios zu arbeiten. Dort arbeitete er an Werbungen und lernte den ehemaligen Disney Animator William Tytla kennen, von dem er Animationsunterricht bekam. Er arbeitete auch mit Stan Lee, dem späteren Gründer der Marvel Comics, zusammen und sie schufen einen Science Fiction Comic.
1964 gründete er seine eigene Firma unter dem Namen Pablo Ferro Films.
Seinen ersten Filmvorspann schuf er für Stanley Kubricks Film Dr. Seltsam oder: Wie ich lernte, die Bombe zu lieben. Auch der Vorspann für Uhrwerk Orange stammt von Pablo Ferro.
Durch seine Zusammenarbeit mit Kubrick wurde er berühmt und arbeitete seither selbst als Regisseur, Filmeditor, Produzent und vor allem als Vorspanndesigner.
Bis einschließlich 2014 war Ferro an rund 90 Filmproduktionen beteiligt, bei denen er mit am Vorspann arbeitete. 1992 inszenierte er mit Me Myself and I einmalig einen Kinofilm. 
Ferros Markenzeichen sind seine collagenartigen Zusammenstellungen mehrerer Bilder in einem Frame und seine handgeschriebenen Titel. Außerdem war er einer der ersten, der mit schnellen Schnittabfolgen (Quick-Cut-Technik) experimentiert hat. Für seine Arbeiten verwendet er sowohl analoge als auch digitale Werkzeuge.
Seine Arbeiten zeigen auch einen großen Einfluss auf die junge Generation der Titeldesigner wie Kyle Cooper.